# ستيفن س. هاكيت
ستيفن س. هاكيت (بالإنجليزية: Steven C. Hackett)‏ هو اقتصادي أمريكي، ولد في 1960.